# 尼克松在中国 (短语)
“尼克松在中国”或“尼克松到中國”（或）是美国的政治譬喻，源于美国总统理查德·尼克松1972年访问中华人民共和国之行。现常用来比喻某政治人物因拥有广泛的支持和雄厚的政治资本，可以采取一般政治人物所不愿或不敢采取的高风险、代价大的政治行动。尼克松由于其一贯的强硬反共立场，曾是众议院反共组织非美活动调查委员会的成员，在美国右翼拥有强大的支持，所以可以展开对华外交而不受媚共的指责。若换上一个左翼温和人士，则断然没有资本采取同样的行动。所以此短语有时也被说成“只有尼克松才可以去中国”（Only Nixon could go to China)，或“去中国的必须是尼克松”（It takes Nixon to go to China)。